# 欧州発明家賞
欧州発明家賞（おうしゅうはつめいかしょう、European Inventor Award）は、欧州特許庁により欧州のイノベーション、経済、社会に多大な貢献をした発明家に贈られる賞である。欧州連合理事会の各議長国及び欧州委員会の支援を受けることもある。あらゆる技術分野の発明を対象としている。各部門の受賞者には帆の形をしたトロフィーが贈られる。賞金はない。2010年にこの名称になり、それ以前はEuropean Inventor of the Year Awardという名称であった。

## 部門
次の5つの部門に贈られる。
- 産業(Industry)
- 中小企業(SMEs)
- 研究(Research)
- 非欧州国(Non-European countries)
- 功労賞(Lifetime achievement)

2013年から一般人からの投票を行い、最終候補の中からPopular Prizeを選出している。

## 推薦と選出
毎年欧州特許庁が、欧州特許庁の審査官、欧州特許庁加盟国の特許庁の審査官及び一般人に、欧州特許庁で特許を取得し欧州のイノベーション、経済、社会に大きく貢献した発明を推薦するように呼びかけている。
提案された中から候補リストが作成され、国際審査員に提出される。独立した審査員が最終ラウンドで各部門3人の発明家を選出し、最終的に受賞者が選ばれる。

## 受賞者

### 2006年
第1回の欧州発明家賞は2006年5月3日にブリュッセルのAutoWorld Museumで授賞式が行われた。6つの部門に賞が贈られた。
- 産業: Zbigniew JanowiczとCornelis Hollenberg。ピキア（英語版）（ハンセヌラ）酵母でタンパク質を作る方法を発明[2]。
- 中小企業: Stephen P.A. Fodor, Michael C. Pirrung, J. Leighton Read, 及びLubert Stryer。DNAマイクロアレイ（DNAチップ）を発明[3]。
- 研究: ペーター・グリューンベルク。巨大磁気抵抗効果の発見[4]。
- 新EU加盟国: John Starrett, Joanne Bronson, John Martin, Muzammil Mansuri及びDavid Tortolani。ホスホネートのプロドラッグ[5]。
- 非欧州国: Larry GoldとCraig Tuerk。核酸がタンパク質と結合して加齢性黄斑変性(AMD)などの疾患を引き起こす可能性のある他のタンパク質を阻害することができることを発見[6]。
- 功労賞: フェデリコ・ファジン。マイクロプロセッサの発明[7]。

### 2007年
第2回の授賞式はドイツ、ミュンヘンのInternational Congress Centerで2007年4月18日に行われた。4部門に賞が贈られた。
- 産業: Franz LärmerとAndrea Urban（ボッシュGmbH（ドイツ））。微細加工技術のボッシュプロセス[8]。
- 中小企業/研究: Catia BastioliとそのNovamont S.p.a（イタリア）のチーム。でんぷんから作られる生分解性プラスチックの発明[9]。
- 非欧州国: Joseph P. VaccaとMerck Research Laboratories(USA)のチーム。プロテアーゼ阻害剤（英語版）のCrixivan[10]。
- 功労賞:マーク・フェルドマン（Kennedy Institute of Rheumatology（イギリス））。自己免疫疾患の治療におけるサイトカインの役割を特定[11]。

### 2008年
2008年前半にスロベニアがEU理事会の議長国を務めたため、第3回の授賞式は2008年5月6日にリュブリャナで行われた。4部門に賞が贈られた。
- 産業: Norbert Enning, Ulrich Klages, Heinrich Timm, Gundolf Kreis, Alois Feldschmid, Christian Dornberg及びKarl Reiter, アウディ（ドイツ）はアルミニウムを使用し車のフレームをより軽くより安全にすることで自動車製造に革命を起こした[12]。
- 中小企業/研究: Douglas Anderson, Robert Henderson及びRoger Lucas（スコットランドの中小企業Optos）。網膜の強力であるが痛みのない検査を可能にする目の新しいレーザー走査技術[13]。
- 非欧州国: Philip S. Green（SRIインターナショナル）。外科医が複雑な手順を最高精度で手術することができるようにすることで、欧州での手術の改善に貢献したロボット手術システムを開発したことに対して[14]。
- 功労賞: Erik De Clercq（University of Leuven（ベルギー））。21世紀初頭の治療のゴールドスタンダードとなったHIV/AIDSの混合薬の開発含む抗ウイルス治療への画期的な貢献[15]。

### 2009年
2009年の授賞式は4月28日にチェコ共和国のプラハ城で行われた。
- 産業: Jürg Zimmermann（スイス）とブライアン・ドラッカー(USA)。慢性骨髄性白血病と戦うための効果的な薬[16]。
- 中小企業/研究: Joseph Le Mer（フランス）。安価でエネルギー効率の高い加熱システムを実現する非常にシンプルな設計の熱交換器の発明[17]。
- 非欧州国: Zhou Yiqingと彼のチーム（中国）。何十万人もの命を救うのに役立ってきた、薬草をベースにした抗マラリア薬[18]。
- 功労賞: Adolf Goetzberger（ドイツ）。太陽電池を化石燃料の代替とすることを可能にするのに役立つ太陽エネルギーの商業的利用の研究[19]。

### 2010年
European Inventor Awardに改称。4月28日にスペイン、マドリードで授賞式が行われた。授賞式はユーロスタータワーホテルで行われ、フェリペ6世とレティシアが出席した。
- 中小企業/研究: Jürgen PfitzerとHelmut Nägele（ドイツ）。簡単に成形できる生分解性有機ポリマーを開発。
- 産業: Albert Markendorf（スイス）とRaimund Loser（ドイツ）。彼らのポータブル3Dスキャン及び測定システムは、産業用測定システムに新たなレベルの精度をもたらし、この分野に革命をもたらした。
- 非欧州国: Sanjai KohliとSteven Chen (USA)。彼らの研究が、商業的に使用されるようになりわれわれの日常生活の一部である全地球測位システム(GPS)への道を開いた（共同受賞）。
- 非欧州国: Ben WiensとDanny Epps（カナダ）。現在商業的に成功した化石燃料の代替品である電気化学燃料電池の開発（共同受賞）。
- 功労賞: Wolfgang Krätschmer（ドイツ）。物理学の全く新しい研究分野を発見[21]。

### 2011年
2011年の授賞式はブダペストのハンガリー科学アカデミーで行われた。受賞者は
- 功労賞: ペル・イングヴァール・ブローネマルク（スウェーデン）。現在チタンインプラントに基づいて広く行われている医療方法でありインプラントと骨の間に安定した接続を作るオッセオインテグレーションの先駆者。今日、これは歯科医の間で標準的なインプラント技術であり、再建手術で広く使用されている。世界中の何百万もの人が彼の画期的な方法の恩恵をうけている。
- 産業: Ann Lambrechts, Bekaert（ベルギー）。彼女の発明は鉄筋コンクリート構造の曲げ強度を改良することで、新たな建築の可能性の世界を切り開いた。彼女が開発した鋼ファイバー要素はコンクリートの引張強度を大幅に向上させ、建設時間を短縮し、ゴッタルドトンネルのような多くの壮観な新たな構造物を可能にした。
- 中小企業: Jens Dall Bentzen, Dall Energy Aps（デンマーク）。彼の特殊な低排出炉は、最大60%の含水率のバイオ燃料を燃焼するため、工場や製造プラントにおいてバイオマスからの環境にやさしく、高効率で安価な発電に最適である。
- 研究: Christine Van Broeckhoven, Vlaams Interuniversitair Instituut voor Biotechnologie（ベルギー）。彼女のアルツハイマー病患者の疾患遺伝子を特定するための先駆的な手法は、アルツハイマー病と戦う現代の薬と治療法を開発する道を開いた。Broeckhovenが特定した各遺伝子と各タンパク質は、神経偏移疾患の治療法の開発に取り組む研究者にとって潜在的な「ターゲット」として機能する。
- 非欧州国: Ashok Gadgil, Vikas Garud, カリフォルニア大学バークレー校、ローレンス・バークレー国立研究所、WaterHealth International (USA/インド)。重力と注意深く計画された水力学設計を使用して均一な水流を確保する彼らの紫外線消毒装置は、1時間に1,000リットルの水を消毒するのに40ワットの紫外線電球しか必要としない。この浄水装置は世界10か国以上に設置され、200万人以上にきれいな水を届けている。

### 2012年
コペンハーゲンのRoyal Danish Playhouseで行われた。皇太子のフレデリックと皇太子妃のメアリーが出席した。受賞者は
- 産業: Jan Tøpholm, Søren Westermann及びSvend Vitting Andersen（デンマーク）。オーダーメイドの補聴器。
- 研究: Gilles Gosselin, Jean-Louis Imbach及びMartin L. Bryant（フランス）。B型肝炎治療の新たな薬。
- 中小企業: Manfred Stefener, Oliver Freitag及びJens Müller（ドイツ）。ポータブル直接メタノール燃料電池。
- 功労賞: Josef Bille（ドイツ）。レーザー眼科手術用装置。
- 非欧州国: ジョン・オサリヴァン, Graham Daniels, Terence Percival, Diethelm Ostry及びJohn Deane（オーストラリア）。高速データ転送(Wi-Fi)のためのワイヤレスlocal area network(LAN)への貢献。

### 2013年
2013年の授賞式はアムステルダムのBeurs van Berlageで行われた。オランダ女王ベアトリクスが出席した。2013年の受賞者は
- 産業: Claus HämmerleとKlaus Brüstle（オーストリア）、ブルムから。Blumotionという名前の家具のドア、引き出し、壁のキャビネットをなめらかに閉めるためのダンパーシステムを発明。
- 研究: Patrick Couvreur, Barbara Stella, Véronique Rosilio, Luigi Cattel（フランス、イタリア）。健康な組織に害を加えることなくがん細胞を破壊するナノカプセルを発明。for inventing nanocapsules which destroy cancer cells without harming healthy tissue.
- 中小企業: Pål Nyrén（スウェーデン）。DNA鎖をシークエンスする、ずっと高速で単純で安価な手法であるパイロシーケンシング（英語版）を発明。
- 功労賞: Martin Schadt（スイス）。世界初のフラットパネル液晶ディスプレイの発明。
- 非欧州国: Ajay V. Bhatt, Bala Sudarshan Cadambi, Jeff Morriss, Shaun Knoll, Shelagh Callahan (USA)。ユニバーサル・シリアル・バス技術の創出と開発。

初めて15の最終候補から一般市民が投票してPopular Prizeの受賞者が選出された。この部門の受賞者はタルゴのJosé Luis López Gómez（スペイン）であり、彼は高速旅客列車の標準の車軸ではなく独自の「独立にガイドされる」ホイール設計を使用し、列車を最も快適で安全なものとした。

### 2014年
2014年の授賞式はベルリンのDeutsche Telekom's Berlin Representative Office(元Kaiserliches Telegrafenamt)で6月17日に行われた。
- 産業: Koen Andries (BE), Jérôme Guillemont (FR), Imre Csoka (FR), Laurence F.F. Marconnet-Decrane (FR), Frank C. Odds (UK), Jozef F.E. Van Gestel (BE), Marc Venet (FR), Daniel Vernier (FR)。抗多剤耐性結核薬。
- 研究: Christofer Toumazou (UK)。速いDNA鑑定用のマイクロチップ。
- 中小企業: Peter Holme Jensen, Claus Hélix-Nielsen, Danielle Keller (DK)。エネルギー効率のいい浄水。
- 功労賞: アルトゥール・フィッシャー (DE)。壁のプラグ、同期フラッシュなど[26]
- 非欧州国: Charles W. Hull (US)。3Dプリンティング（ステレオリソグラフィ）の発明。
- Popular Prize: 原昌宏、長屋隆之、渡部元秋、野尻忠雄、内山祐司（日本）。QRコードの開発。

### 2015年
2015年の授賞式はパリのPalais Brongniart (La Bourse) で6月11日に行われた。受賞者は
- 産業: Franz Amtmann[31] (AT), et al., and Philippe Maugars[32][33] (FR), et al.。近距離無線通信技術の発明。
- 研究: Ludwik Leibler[34][33] (FR) 。新たなクラスのポリマーであるvitrimersの開発。
- 中小企業: Laura J. van 't Veer,[35][36] et al. (NL)。遺伝子に基づく乳がん検査
- 功労賞: Andreas Manz[37][38] (CH)。マイクロチップサイズの解析システム。
- 非欧州国: 飯島澄男、小塩明、湯田坂雅子[39][40](JP)。カーボンナノチューブの発明。
- Popular Prize: Ian Frazer[41][42] (AUS), Jian Zhou† (CN)。HPVワクチンの開発。

### 2016年
2016年の授賞式は6月9日にリスボンで行われた。
- 産業: Bernhard Gleich, Jürgen Weizeneckerとそのチーム(DE)。磁気粒子画像法（英語版）(MPI)の発明。
- 研究: Alim-Louis Benabid (FR)。パーキンソン病の治療の研究。
- 中小企業: Tue Johannessen, Ulrich Quaade, Claus Hviid Christensen, Jens Kehlet Nørskov（デンマーク）。窒素酸化物(NOx)を削減するためのアンモニア貯蔵。
- 功労賞: Anton van Zanten (DE, NL)。横滑り防止装置。
- 非欧州国: ロバート・ランガー (US) 。標的型抗がん剤
- Popular Prize: Helen Lee (UK, FR)。地球のリソース不足地域のための診断キット。

### 2017年
2017年の授賞式はベネチアで6月15日に行われた。
- 産業: Jan van den BoogaartとOliver Hayden (Netherlands/Austria)。マラリアの速い血液検査の発明。
- 研究: Laurent Lestarquit, José Ángel Ávila Rodríguez, Günter W. Hein, Jean-Luc Issler及びLionel Ries（フランス、スペイン、ドイツ、ベルギー）。衛星航法を改善するための無線信号（ガリレオ (測位システム)）。
- 中小企業: Günter Hufschmid (ドイツ) 。油流出のスーパースポンジ
- 功労賞: Rino Rappuoli（イタリア）。髄膜炎、百日咳などの感染症に対する次世代ワクチン
- 非EPO国: ジェームズ・フジモト, Eric A. Swanson及びロベルト・フーバー (USA, ドイツ)。光干渉断層法(OCT)による医療画像法。
- Popular Prize: Adnane Remmal（モロッコ）。精油で抗生物質を増やす[43]。

### 2018年
2018年の授賞式はパリのサン＝ジェルマン＝アン＝レーで6月7日に行われた。
- 産業: Agnès PoulbotとJacques Barraud†（フランス）。自動再生タイヤトレッドの発明。
- 研究: Jens Frahm（ドイツ）。速いリアルタイムMRIの発明。
- 中小企業: Jane ní Dhulchaointigh（アイルランド）。多目的成形可能な接着剤Sugruの発明。
- 功労賞: Ursula Keller（スイス）。超高速パルスレーザーの発明。
- 非EPO国: Esther Sans Takeuchi (US) 。心臓をリセットする電池。
- Popular Prize: Erik LoopstraとVadim Banine（オランダ/ロシア）。極紫外リソグラフィ

### 2019年
2019年の授賞式はオーストリアのウィーンで6月20日に行われた。
- 産業: Klaus FeichtingerとManfred Hackl（オーストリア）。高性能プラスチックリサイクルの発明。
- 研究: Jérôme Galon（フランス）。より明確ながん検査であるImmunoscore®の発明。
- 中小企業: Rik Breur（オランダ）。海洋汚染防止繊維ラップ
- 功績賞: マルガリータ・サラス（スペイン）。ゲノミクスのためのDNA増幅。
- 非EPO国: 吉野彰（日本）。リチウムイオン電池の発明とその進展。
- Popular Prize: マルガリータ・サラス（スペイン）。ゲノミクスのためのDNA増幅。

### 2021年
- 産業: Per Gisle Djupesland（ノルウェー）
- 研究: Robert N. GrassとWendelin Stark（オーストリア、スイス）
- 中小企業: Henrik LindströmとGiovanni Fili（スウェーデン）
- 功績賞: Karl Leo（ドイツ）
- 非EPO国: Sumita Mitra (インド、アメリカ)
- Popular Prize: Gordana Vunjak-Novakovic（セルビア、アメリカ）

### 2022年
- 産業: Jaan Leis とMati Arulepp and Anti Perkson
- 研究: Claude Grison
- 中小企業: Madiha Derouazi とElodie Belnoue
- 功績賞: カタリン・カリコ
- 非EPO国: Donald Sadoway
- Popular Prize: Elena García Armada

### 2023年
- 産業: Pia Bergström, Annika Malm, Jukka Myllyoja, Jukka-Pekka PasanenとBlanka Toukoniitty
- 研究: Patricia de Rango, Daniel Fruchart, Albin Chaise, Michel JehanとNataliya Skryabina
- 中小企業: Rhona TogherとEimear O'Carroll
- 功績賞:Avelino Corma Canós
- 非EPO国:Kai Wuと、そのTeam
- Popular Prize: 	Patricia de Rango, Daniel Fruchart, Albin Chaise, Michel JehanとNataliya Skryabina

### 2024年
- 産業: Fiorenzo Dioni and Richard Oberle
- 研究: Cordelia Schmid
- 中小企業: Olga Malinkiewicz
- 功績賞: キャロル・ロビンソン
- 非EPO国: 佐川眞人
- Popular Prize: Olga Malinkiewicz